# Rodolfo Opazo

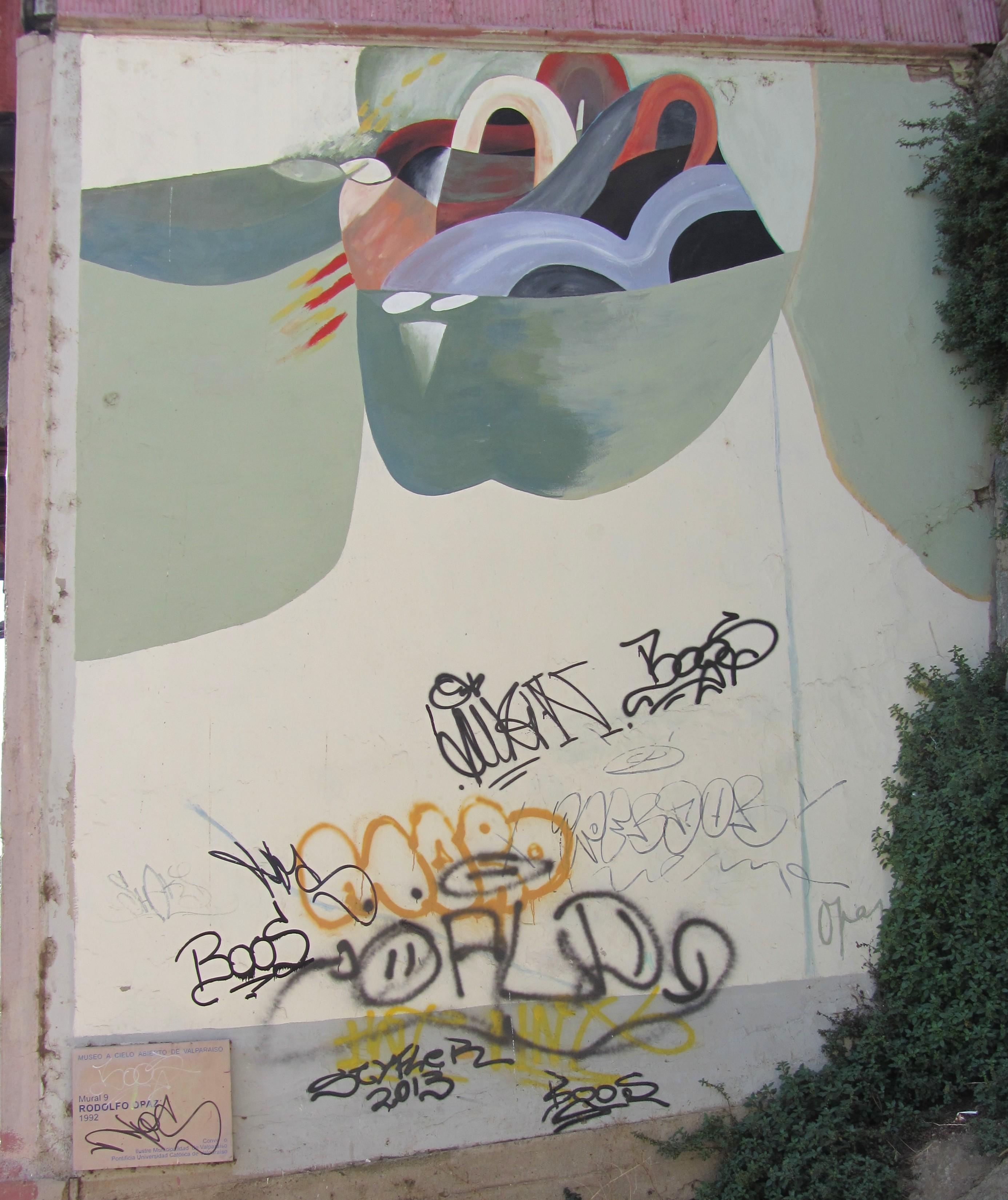
Geist im Aufzug im Hafen von Valparaíso

Rodolfo Opazo Bernales (* 8. März 1935 in Santiago de Chile; † 27. Juni 2019 ebenda) war ein chilenischer Maler, Graveur, Bildhauer und Professor an der Universität von Chile.

## Leben
Er kam auf die Schule Colegio de los Sagrados Corazones in Santiago. Seine Schulbildung musste jedoch aufgrund seines Stotterns unterbrochen werden, infolgedessen kam er an eine Schule für Stotterer und genoss Privatunterricht. Später schloss er seine Schulbildung an der ersten Schule ab. Er machte seine Ausbildung an der Kunstakademie Chiles. Sein künstlerisches Schaffen begann 1957, als er 22 Jahre alt war. Danach wurde er in der Werkstatt 99 aufgenommen, um eine Ausbildung als Graveur zu machen. 1961 ließ er sich in New York nieder, wo er ein Stipendium der Panamerikanischen Union erhielt, um Kunst beim Pratt Graphic Art Center studieren zu können.
1963, zurück in Chile, begann er seine Karriere als Professor an einer Akademie für angewandte Kunst und wurde 1969 zum Hauptprofessor der Malwerkstätten der Kunstfakultät der Universität in Chile. Er übte dieses Amt bis 1993 aus. Während seiner Jahre als Professor beeinflusste er die Schüler der achtziger Jahre sehr, unter anderen Samy Benmayor, Bororo, Matias Pinto D’Aguilar und Omar Gatica. Alle diese Schüler wurden Teil des sogenannten Jahrgangs der achtziger Jahre. In einem Interview mit der Zeitschrift Capital vom 26. September 2013 beschreibt er die Beziehung zwischen dem Malen und der Poesie: „1970 wurde ich zum Hauptprofessor der Malwerkstätte der Universität von Chile ernannt, mich interessierte die Reflexion der Poesie in Bezug aufs Malen. Ich dachte, dass wenn die Schüler Vicente Huidobro, Michel Foucault oder T. S. Eliot verstehen könnten, würden sie verstehen, wie die Realität gebildet wird. Einige haben die Tiefe dieses Gedankens verstanden, andere auch nicht.“
Die Malerei von Rodolfo Opazo Bernales war seit seiner Kindheit sehr von seinen persönlichen Erfahrungen geprägt. Die Reflexion über sein Umfeld, den Mensch, den Tod und die Spiritualität war in seinem ganzen beruflichen Werdegang präsent. Insbesondere die Poesie von T. S. Eliot, César Vallejo und Miguel Hernández und ein Essay von Michael Foucault, wo dieser ein Mensch mit mystischer Haltung als ein erschütterter, angegriffener und durchgeschüttelten Menschen überlegt. Eine weitere Inspirationsquelle war Vicente Huidobro, von der er sich später distanzierte, um den Schwerpunkt auf die menschliche Abstraktion zu setzen.
In seinem Werk hatte der Mensch eine Universalhaltung, versank in seiner Alltäglichkeit, die geprägt war von Druck, Mängeln und von einsamen Ängsten. Daher ließ sich erklären, warum der Künstler Gesichter nie klar malte.
Seine große Begeisterung für Literatur, Poesie, Musik und die ländliche Umgebung, die ihn normalerweise umgab, waren seine ständigen Inspirationsquellen. Durch sie entwickelte er sich fort und fanden Änderungen in seinem Kunstschaffen statt, wenn er sich dafür entschied.
Am 26. Dezember 2013 erzählte er in einem Interview mit der Zeitschrift Capital von einem Schlaganfall, den er 2008 erlitt. Dieser Unfall hinderte ihn daran, sich wie bisher seiner Kunst zu widmen und daher hatte er sich pensionieren lassen. Im Interview wird erzählt, er sei eines Nachmittags in seiner Werkstatt in Lamp so heftig aufs Gesicht gefallen, dass er dadurch ins Koma fiel und eine Hirnblutung erlitt. Er wäre fast daran gestorben. Er sagte, dass er kein Licht am Ende des Tunnels gesehen habe und dass er dank seiner Familie, ihm selbst und dank Pater Alberto Hurtado noch am Leben sei. Nachdem er aus dem Koma erwachte, musste er eine lange Rehabilitation durchstehen. Seitdem kümmerte sich seine Familie um ihn.
Bei mehreren Gelegenheiten wurde versucht, Rodolfo Opazos Kunst zu kategorisieren. Meistens wurde seine Kunst als Surrealismus bezeichnet. Opazo beabsichtigte nur, seine subjektive Vision der natürlichen und der alltäglichen Realität durch eine für ihn notwendige Ikonographie zum Ausdruck zu bringen. Die eigene und spezifische Schöpfung eines Bildes, das aus seiner Welt entsteht, stimmte manchmal mit dem „zufälligen“ Vorgang des Surrealismus überein.

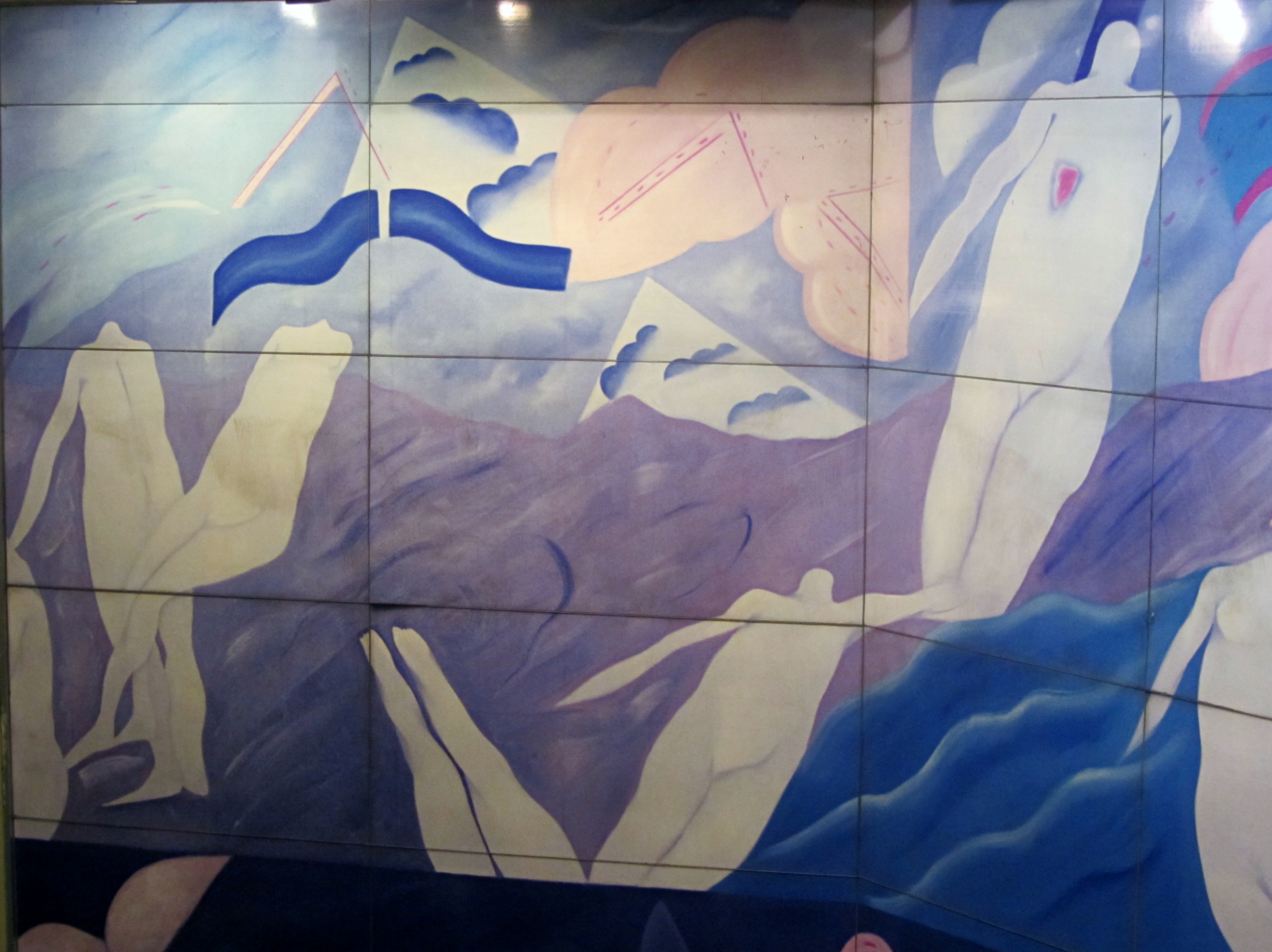
Kunstwerk in der Metrostation El Golf

Die wichtigsten Merkmale seines Werkes sind die Ruhelosigkeit, die beabsichtigte Unvollständigkeit, die unvollständige Erzählung, das Fehlen der Rahmenhandlung, das fehlende Ende der Geschichte, die Farbe und die Komposition, die all dies vereint.